# Contea di Taylor (Texas)
La contea di Taylor in inglese Taylor County è una contea dello Stato del Texas, negli Stati Uniti. La popolazione al censimento del 2010 era di 131 506 abitanti. Il capoluogo di contea è Abilene. La contea è stata creata nel 1858 ed organizzata nel 1878. Il suo nome deriva da Edward Taylor, George Taylor, e James Taylor, tre fratelli che morirono durante la battaglia Alamo.

## Storia
I primi abitanti della zona furono i Comanche.

## Geografia
| Anno | Popolazione | ±%     |
| ---- | ----------- | ------ |
| 1880 | 1,736       | Note:  |
| 1890 | 6,957       | 300.7% |
| 1900 | 10,499      | 50.9%  |
| 1910 | 26,293      | 150.4% |
| 1920 | 24,081      | −8.4%  |
| 1930 | 41,023      | 70.4%  |
| 1940 | 44,147      | 7.6%   |
| 1950 | 63,370      | 43.5%  |
| 1960 | 101,078     | 59.5%  |
| 1970 | 97,853      | −3.2%  |
| 1980 | 110,932     | 13.4%  |
| 1990 | 119,655     | 7.9%   |
| 2000 | 126,555     | 5.8%   |
| 2010 | 131,506     | 3.9%   |

Secondo l'Ufficio del censimento degli Stati Uniti d'America la contea ha un'area totale di 919 miglia quadrate (km²), di cui 916 miglia quadrate (2370 km²) sono terra, mentre 3,8 miglia quadrate (9,8 km², corrispondenti allo 0,4% del territorio) sono costituiti dall'acqua.

### Strade principali
- Interstate 20
- Interstate 20 Business
- U.S. Highway 83
- U.S. Highway 84
- U.S. Highway 277
- State Highway 36
- State Highway 153
- State Highway 351
- State Highway Loop 322

### Contee adiacenti
- Jones County (nord)
- Shackelford County (nord-est)
- Callahan County (est)
- Coleman County (sud-est)
- Runnels County (sud)
- Nolan County (ovest)
- Mitchell County (nord-ovest)